# Елегија ловора
Елегија ловора је црногорски играни филм из 2021 године.

## Радња
Углађени универзитетски професор Филип одлази са супругом на одмор.
Након неколико дана проведених у угодном, монотоном амбијенту хотелске бање, њихов наизгледа идеалан брак  се завршава.
Чини се да Филипов живот пропада, али окован самопоуздањем, он сваку нову ситуацију у животу прихвата са необичном лакоћом.

## Улоге
| Глумац              | Улога             |
| ------------------- | ----------------- |
| Франо Ласић         | Филип             |
| Савина Гершак       | Катарина          |
| Драгиња Вогањац     | мајка             |
| Николина Богдановић | Ивана             |
| Лидија Кордић       | девојка           |
| Оливера Вуковић     | Елдер             |
| Лидија Петроне      | Соња              |
| Нада Павићевић      | Дара              |
| Зоран Тројановић    | Данило            |
| Момчило Пичурић     | Урош              |
| Јелена Ангеловски   | медицинска сестра |
| Ајла Хоџић          | млада девојка     |
| Јанко Љумовић       | Швеђанин          |
| Павле Прелевић      | студент           |
| Зорица Терзић       | инструктор        |
| Стефан Вуковић      | гост              |